# Efecte Peltier
L'efecte Peltier (també anomenat efecte termoelèctric) és un fenomen físic de desplaçament de calor en presència d'un corrent elèctric. L'efecte es produeix en materials conductors de diferent material entre els quals hi ha dues soldadures. Una de les soldadures es refredaria mentre l'altra s'escalfaria per sobre del que li correspondria segons per efecte Joule. L'efecte depèn del sentit del corrent, de manera que, si invertim el seu sentit, la soldadura que abans s'escalfava passarà a refredar-se i, la que abans es refredava, passarà a escalfar-se. Aquest efecte fou descobert el 1834 pel físic francès Jean-Charles Peltier.

## Definició

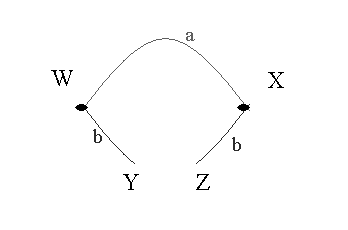
a i b són dos materials conductors diferents soldats a W i X
Y i Z són els punt d'inserció d'una font de corrent elèctric.

La figura del costat mostra el circuit termodinàmic de base.
Dos materials conductors a i b de material diferent són soldats per X i W. Quan es posa un corrent elèctric I al circuit, per exemple per mitjà d'una font de corrent elèctric, entre Y i Z, es produeix un alliberament de calor Q a una soldadura i una absorció de calor a l'altra soldadura. El coeficient Peltier relatiu als materials a i b Πab es defineix per:
{\displaystyle \Pi _{ab}={\frac {Q}{I}}\,}
Si en posar un corrent en el sentit Y→W→X→Z es produeix un alliberament de calor a X i una absorció a W, llavors Πab és positiu.

## Teoria
L'efecte Peltier està relacionat amb el transport d'entropia pels portadors de càrrega (electrons o forats) al si del material.
Així com es mostra a l'esquema de sota, un alliberament de calor a X i una absorció a W, això és degut al fet que els electrons o els forats guanyen entropia en passar del material b al material a en W (hi ha absorció de calor), mentre que recíprocament, perden entropia en passar del material a al material b en X (hi ha alliberament de calor).
De fet es produeixen dues reaccions químiques:
- una reacció endotèrmica, que genera càrregues elèctriques;
- una reacció exotèrmica, que anul·la les càrregues.

Les reaccions només són possibles quan hi ha una circulació de càrregues entre els dos costats on es produeixen les reaccions.
Es pot fer una analogia amb una central tèrmica i un escalfador:
- la central tèrmica és una màquina que transforma la calor en electricitat;
- l'electricitat és transportada a casa de l'usuari;
- l'electricitat serveix per produir calor amb un escalfador.

De l'efecte Peltier el que interessa és la capacitat de la central tèrmica per absorbir calor.

## Aplicacions
L'efecte Peltier és la base dels sistemes de refredament per efecte termoelèctric
- Refredament dels microprocessadors, per limitar la seva temperatura. Tot i que no és molt potent, s'aprecia perquè no presenta parts mòbils i no pot produir soroll. El problema és la condensació que es produeix a la part més freda a conseqüència de l'important diferencial de temperatura entre les dues plaques metàl·liques;
- Refrigeradors alimentaris de mida petita (de cotxe per exemple);
- Refrigeració de solucions als laboratoris d'anàlisi biològica i mèdica;
- Contenidors per al transport d'òrgans per trasplantaments;
- Aplicacions allà on les vibracions són un problema, com en els sistemes de guiatge per làser;
- Aplicacions allà on el soroll electrònic de fons és un problema, com en el cas de l'anàlisi dispersiu en energia;
- Sistemes de refrigeració dels sistemes de direcció automàtica per infraroig de míssils aire-aire

## Divers
El fenomen invers també existeix: una diferència de temperatura entre les soldadures W i X pot induir una diferència de potencial elèctric, és el que s'anomena efecte Seebeck.
Lord Kelvin va demostrar que els efectes Peltier i Seebeck estan relacionats, i que el coeficient Peltier està relacionat al coeficient Seebeck (S):
{\displaystyle \Pi _{ab}=S_{ab}T\,}